# 马贤 (1929年)
马贤（1929年—2019年9月4日），经名努尔曼，男，回族，宁夏固原人，中国伊斯兰教学者，曾任中国伊斯兰教协会副会长，第七、八、九届全国政协委员。